# Hydrodictyon
De groene algen van het geslacht Hydrodictyon (van gr. Hydor = water en gr. Diktyon = net) dragen de algemene naam waternetwerk vanwege hun ongebruikelijke groeivorm: de meeste cellen zijn aan hun uiteinden verbonden met twee buren; samen vormen ze een netachtige structuur van vijfhoeken en zeshoeken. De (vaak buisvormige) netten kunnen enkele decimeters groot worden, waarbij de individuele cellen tot wel 1 cm lang kunnen worden. Omdat elke mesh van het netwerk uit 3 tot 9 (meestal 6) cellen bestaat, zijn de meshes gemakkelijk te zien met het blote oog. Hun kleur is fris lichtgroen, wat veel bijdraagt aan het aansprekende exterieur. De vorming van de netwerken werd voor het eerst beschreven door Jean-Pierre Vaucher.

## Voortplanting
Zoals bij de meeste groene algen, omvat de levenscyclus van Hydrodictyon een generatiewisseling: bij ongeslachtelijke voortplanting groeien nieuwe planten uit zoösporen. Deze kunnen ofwel samen groeien in de moedercel om een nieuwe, netvormige kolonie te vormen, die uiteindelijk onafhankelijk wordt wanneer de moedercel oplost, of zoösporen die in het water vrijkomen, kunnen uitgroeien tot dikwandige veelhoekige veelvlakken, die later bolvormige netten worden. Omdat elke cel in een kolonie in staat is om binnenin een dochterkolonie te ontwikkelen, kan Hydrodictyon zich zeer snel ongeslachtelijk voortplanten. Seksuele voortplanting vindt plaats via isogameten die, na samensmelting tot hypnozygoten, vier zoösporen vormen die kunnen uitgroeien tot nieuwe kolonies.

## Voorkomen
Hydrodictyon komen voor in de gematigde en subtropische zones van Eurazië in stilstaande of langzaam stromende wateren met schoon water, die echter een zekere mate van eutrofiëring kunnen vertonen.

## Hydrodictyonen de mens
In sommige landen zijn geïntroduceerde Hydrodictyon-soorten als invasieve soorten (neofyten) problematisch, zoals b.v. Hydrodictyon reticulatum in Nieuw-Zeeland. Sommige aquarianen gebruiken H. reticulatum als aquariumplant in aquaria met algenetende zoetwatergarnalen.

## Soorten
Er zijn meer dan 40 soorten bekend:
- Hydrodictyon africanum Yamanouchi
- Hydrodictyon granulatum Biasoletto
- Hydrodictyon indicum
- Hydrodictyon majus Roth
- Hydrodictyon patenaeforme Pocock
- Hydrodictyon reticulatum (L.) Bory de Saint-Vincent
  - H. reticulatum var. nodosum Playfair
  - H. reticulatum var. minimum Playfair
  - H. reticulatum var. bernardii Playfair
- Hydrodictyon utriculatum Roth
- Hydrodictyon pentagonum Vaucher